# Andrea Vasou
Andrea Vasou (griechisch Ανδρέα Βάσου; * 25. Juni 2003) ist eine zyprische Leichtathletin, die sich auf den Stabhochsprung spezialisiert hat.

## Sportliche Laufbahn
Erste internationale Erfahrungen sammelte Andrea Vasou beim Europäischen Olympischen Jugendfestival (EYOF) 2019 in Baku, bei dem sie mit übersprungenen 3,40 m auf den elften Platz gelangte. 2023 gewann sie bei den Spielen der kleinen Staaten von Europa (GSSE) in Marsa mit 3,60 m die Silbermedaille hinter der Malteserin Peppyna Dalli und anschließend gelangte sie bei der 2. Liga der Team-Europameisterschaft im Rahmen der Europaspiele in Chorzów mit 3,65 m auf den achten Platz.
In den Jahren 2020, 2022 und 2023 wurde Vasou zyprische Meisterin im Stabhochsprung.